# Širokij (Oblast' dell'Amur)
Širokij (in lingua russa Широкий) è un centro abitato dell'Oblast' dell'Amur, situato nei confini dell'insediamento xi tipo urbano di Rajčichinsk.